# Helmiopsis
Helmiopsis  es un género de plantas con flores con diez especies perteneciente a la familia de las  Malvaceae. Es originario de Madagascar. El género fue descrito por Eugène Henri Perrier de la Bâthie y publicado en Bulletin de la Société Botanique de France  91: 230-231, en el año 1944.  La especie tipo es Helmiopsis inversa H.Perrier.

## Especies
| - Helmiopsis bernieri - Helmiopsis boivini - Helmiopsis calcicola - Helmiopsis glaberrima - Helmiopsis hily | - Helmiopsis inversa - Helmiopsis pseudopopulus - Helmiopsis richardii - Helmiopsis rigida - Helmiopsis sphaerocarpa |